# Mägipe
Koordinaten: 58° 55′ N, 22° 13′ O
Mägipe ist ein Dorf (estnisch küla) in der Landgemeinde Hiiumaa (2013 bis 2017: Landgemeinde Hiiu, davor Landgemeinde Kõrgessaare) auf der zweitgrößten estnischen Insel Hiiumaa (deutsch Dagö).

## Beschreibung
Mägipe (deutsch Mäggipäe) hat elf Einwohner (Stand 31. Dezember 2011). Der Ort liegt auf der Halbinsel Kõpu (Kõpu poolsaar).
Bei dem Dorf finden sich die beiden höchsten Erhebungen Hiiumaas: der Tornimägi (68 m) und der Kaplimägi (63 m). Auf dem Tornimägi steht das Wahrzeichen der Insel, der mächtige Leuchtturm Kõpu.